# 2022年3月青岛市2019冠状病毒病聚集性疫情
2022年3月青岛市2019冠状病毒病聚集性疫情是指自2022年3月1日起在中华人民共和国山东省青岛市爆发的2019冠状病毒病聚集性疫情。

## 背景
- 青岛本轮疫情是因为接触来自外地的带有奥密克戎病毒的物品而导致的一场聚集性疫情。[1]

## 疫情时间轴

### 3月1日

#### 首个病例的出现
- 3月1日，青岛市黄岛区在重点人群例行核酸检测中，发现1例新冠病毒阳性感染者。该阳性感染者为黄岛区真情巴士31路公交车司机，居住在黄岛区薛家岛街道甘水湾社区4号楼，现已由120负压救护车送往定点医院诊治。[2][3]后来，它成为了青岛本轮疫情的首个本土确诊病例[註 1][4]。

#### 后续的增加
- 3月1日，青岛市又增加3例本土确诊病例，均为首例本土确诊病例的密切接触者[註 2][4]。

#### 当日其他事件
- 3月1日上午，山东省新冠肺炎疫情防控工作视频会议在济南市召开，青岛市在市级机关办公楼设分会场收听收看。青岛市委副书记、市长，市委统筹疫情防控和经济运行工作领导小组（指挥部）组长、市常态化疫情防控工作专班主任赵豪志在分会场出席会议，并汇报了我市疫情防控工作情况。全省会议结束后，市委领导小组（指挥部）第49次工作例会暨市常态化疫情防控工作专班第36次会议召开，书面通报近期疫情防控责任落实专项监督检查情况，安排部署青岛市疫情防控工作。[5]

### 3月2日
- 3月2日下午，青岛市黄岛区公布了青岛市3月1日4例本土确诊病例的行程轨迹。[6]
- 3月3日，中华人民共和国国家卫生健康委员会、山东省卫生健康委员会、青岛市卫生健康委员会相继发布通报，3月2日0时至24时，青岛市无新增任何本土确诊病例和本土无症状感染者。[7][8][9]

### 3月3日
- 3月3日下午，青岛市疫情防控指挥部召开第二次新闻发布会，介绍此次疫情防控工作最新进展。根据青岛市强化监测、社区症状监测、常态化防控相关监测结果显示，截至3日12时没有新的阳性发现。经省市专家组综合研判，疫情社区传播风险较小。医疗救治、随访摸排、流调溯源、封控消杀、隔离管控等各项工作都在科学、有序、有效进行中。基因测序结果显示，本次青岛市黄岛区病例与青岛市、山东省内、国内目前已知的本土和境外输入病例基因库比对均不同源。[10]
- 3月4日，中华人民共和国国家卫生健康委员会、山东省卫生健康委员会、青岛市卫生健康委员会相继发布通报，3月3日0时至24时，青岛市无新增任何本土确诊病例和本土无症状感染者。[11][12][13]

### 3月4日
- 3月5日，中华人民共和国国家卫生健康委员会、山东省卫生健康委员会、青岛市卫生健康委员会相继发布通报，3月4日0时至24时，青岛市新增5例本土确诊病例[14][15][16]，其中2例为3月1日第四例本土确诊病例的密切接触者（第四例患者的配偶和聚餐的亲属）[17][註 3]，另外3例为莱西市第七中学学生，系莱西市人民医院发热门诊就诊人员中筛查发现[18][註 4]。

### 3月5日
- 3月6日，中华人民共和国国家卫生健康委员会、山东省卫生健康委员会、青岛市卫生健康委员会相继发布通报，3月5日0时至24时，青岛市新增88例本土确诊病例[19][20][21]。其中，有8例确诊病例是莱西市3月4日3例确诊病例所在中学（莱西市第七中学）的同学和老师（有1例为市南区在莱西七中支教的老师）[22][註 5]，另有44例确诊病例是莱西市3月4日确诊病例的同学、老师和家人[23][註 6]。还有36例确诊病例在当日20时至24时产生，除1例为莱西疫情关联病例外，其他均系莱西市集中隔离人员[24][註 7]。

### 3月6日
- 3月6日上午，青岛市黄岛区卫生健康局通报疫情溯源结果，系接收外省涉疫地区发来的快递所致[25]（后更正为“接触了来自外地的带有奥密克戎病毒的物品”[1]）。
- 青岛市疾病预防控制中心副主任姜法春于3月6日通报，经测序比对分析，莱西市疫情与黄岛区的疫情彼此间没有关联，为两起独立疫情。[26][27]
- 3月7日，中华人民共和国国家卫生健康委员会、山东省卫生健康委员会、青岛市卫生健康委员会相继发布通报，3月6日0时至24时，青岛市新增46例本土确诊病例（其中莱西市45例、黄岛区1例）和117例本土无症状感染者（其中莱西市115例、黄岛区2例）[28][29][30]。

#### 当日莱西市疫情情况
- 3月6日0时至14时，青岛市新增27例新冠肺炎本土确诊病例，均系莱西市集中隔离人员[31][註 8]。
- 3月6日14时至19时，青岛市新增14例新冠肺炎本土确诊病例和70例本土无症状感染者，均系莱西市集中隔离人员[32][註 9]。
- 3月6日19时至24时，青岛莱西市新增4例新冠肺炎本土确诊病例[註 10]和45例本土无症状感染者[33]。

### 3月7日
- 从3月1日0时至3月7日12时，青岛市累计报告新冠肺炎本土确诊病例155例和本土无症状感染者162例，累计317例。[34]
- 3月8日，中华人民共和国国家卫生健康委员会、山东省卫生健康委员会、青岛市卫生健康委员会相继发布通报，3月7日0时至24时，青岛市新增29例本土确诊病例（其中莱西市27例、黄岛区2例）和129例本土无症状感染者（其中莱西市127例、黄岛区2例）[35][36][37]。

#### 当日分时段疫情情况
- 3月7日0时至12时，青岛市新增12例新冠肺炎本土确诊病例[註 11]（莱西市10例、黄岛区2例）和45例本土无症状感染者（莱西市43例、黄岛区2例）[38]。
- 3月7日12时至19时，青岛莱西市新增9例新冠肺炎本土确诊病例[註 12]和66例本土无症状感染者[39]。
- 3月7日19时至24时，青岛莱西市新增8例新冠肺炎本土确诊病例[註 13]和18例本土无症状感染者[40]。

### 3月8日
- 3月9日，中华人民共和国国家卫生健康委员会、山东省卫生健康委员会、青岛市卫生健康委员会相继发布通报，3月8日0时至24时，青岛市新增55例本土确诊病例（其中9例系由无症状感染者转为确诊病例）和93例本土无症状感染者[註 14][41][42][43]。

#### 当日分时段疫情情况
- 3月8日0时至12时，青岛市新增12例新冠肺炎本土确诊病例[註 15]和63例本土无症状感染者[44]。
- 3月8日12时至19时，青岛市新增10例新冠肺炎本土确诊病例（其中1例系由无症状感染者转为确诊病例）[註 16]和21例本土无症状感染者[45]。
- 3月8日19时至24时，青岛市新增33例新冠肺炎本土确诊病例[註 17]和9例本土无症状感染者[46]。

### 3月9日
- 3月10日，中华人民共和国国家卫生健康委员会、山东省卫生健康委员会、青岛市卫生健康委员会相继发布通报，3月9日0时至24时，青岛市新增56例本土确诊病例（其中3例系由无症状感染者转为确诊病例）和91例本土无症状感染者[47][48][49]。

#### 当日分时段疫情情况
- 3月9日0时至12时，青岛市新增15例新冠肺炎本土确诊病例（其中莱西市16例、黄岛区2例（系莱西疫情关联病例）、胶州市1例）[註 18]和19例本土无症状感染者[50]。
- 3月9日12时至19时，青岛市新增36例新冠肺炎本土确诊病例（莱西市34例、胶州市2例，其中3例系由无症状感染者转为确诊病例）[註 19]和49例本土无症状感染者（均在莱西市）[51]。
- 3月9日19时至24时，青岛市新增5例新冠肺炎本土确诊病例（均在莱西市）[註 20]和23例本土无症状感染者（莱西市19例、胶州市4例）[46]。

### 3月10日
- 3月11日，中华人民共和国国家卫生健康委员会、山东省卫生健康委员会、青岛市卫生健康委员会相继发布通报，3月10日0时至24时，青岛市新增103例本土确诊病例（莱西市96例、市南区1例（系莱西疫情关联病例）、市北区1例（系莱西疫情关联病例）、黄岛区2例、胶州市3例，其中8例系由无症状感染者转为确诊病例）和221例本土无症状感染者（其中莱西市217例、市南区3例（均系莱西疫情关联病例）、胶州市1例）[52][53][54]。

#### 当日分时段疫情情况
- 3月10日0时至12时，青岛市新增34例新冠肺炎本土确诊病例（莱西市30例、市南区1例（系莱西疫情关联病例）、市北区1例（系莱西疫情关联病例）、黄岛区2例）[註 21]和63例本土无症状感染者（莱西市62例、市南区1例（系莱西疫情关联病例））[55]。
- 3月10日12时至19时，青岛市新增49例新冠肺炎本土确诊病例（莱西市47例、胶州市2例，莱西市有8例为无症状感染者转为确诊病例）[註 22]和138例本土无症状感染者（莱西市137例、胶州市1例）[56]。

### 3月11日
- 3月10日12时至3月11日12时，山东青岛莱西市新增109例本土新冠肺炎确诊病例（其中有8例为无症状感染者转为确诊病例）和264例本土无症状感染者。[57]
- 3月12日，中华人民共和国国家卫生健康委员会、山东省卫生健康委员会、青岛市卫生健康委员会相继发布通报，3月11日0时至24时，青岛市新增本土确诊病例139例（含3例由无症状感染者转为确诊病例），其中莱西市138例，胶州市1例（系莱西疫情关联病例，在集中隔离期间核酸检测发现）；同时新增本土无症状感染者312例，其中莱西市310例，城阳区1例（系莱西疫情关联病例，在集中隔离期间核酸检测发现），胶州市1例（系莱西疫情关联病例，在集中隔离期间核酸检测发现）[58][59][60]。

#### 当日分时段疫情情况
- 3月11日0时至12时，青岛市新增43例新冠肺炎本土确诊病例和107例本土无症状感染者（均在莱西市）[61]。
- 3月11日12时至24时，青岛市新增96例新冠肺炎本土确诊病例，其中莱西市95例（含3例由无症状感染者转为确诊病例）、胶州市1例（系莱西疫情关联病例，在集中隔离期间核酸检测发现）；同时新增本土无症状感染者205例，其中莱西市203例，城阳区1例（系莱西疫情关联病例，在集中隔离期间核酸检测发现），胶州市1例（系莱西疫情关联病例，在集中隔离期间核酸检测发现）[62]。

### 3月12日
- 3月13日，中华人民共和国国家卫生健康委员会、山东省卫生健康委员会、青岛市卫生健康委员会相继发布通报，3月12日0时至24时，青岛市新增150例新冠肺炎本土确诊病例，均为莱西市报告（其中轻型144例，普通型6例；含103例由无症状感染者转为确诊病例）；同时新增78例本土无症状感染者，其中莱西市76例，即墨区1例，胶州市1例（系莱西疫情关联病例，在集中隔离期间核酸检测发现）[63][64][65]。

#### 当日分时段疫情情况
- 3月12日0时至12时，青岛市新增15例新冠肺炎本土确诊病例（均在莱西市，且均为轻型；含6例由无症状感染者转为确诊病例）和31例本土无症状感染者（莱西市30例，即墨区1例）[66]。
- 3月12日12时至24时，青岛市新增135例新冠肺炎本土确诊病例（均在莱西市，其中轻型129例，普通型6例；含97例由无症状感染者转为确诊病例）和47例本土无症状感染者（莱西市46例，胶州市1例（系莱西疫情关联病例，在集中隔离期间核酸检测发现））[67]。

### 3月13日
- 3月14日，中华人民共和国国家卫生健康委员会、山东省卫生健康委员会、青岛市卫生健康委员会相继发布通报，3月13日0时至24时，青岛市新增本土确诊病例48例（莱西市44例（均为轻型），胶州市2例（均为轻型，均系莱西疫情关联病例，在集中隔离期间核酸检测发现），李沧区1例（轻型），即墨区1例（轻型））和本土无症状感染者32例（莱西市31例，胶州市1例（系莱西疫情关联病例，在集中隔离期间核酸检测发现））[68][69][70]。

#### 当日分时段疫情情况
- 3月13日0时至12时，青岛市新增本土确诊病例29例（莱西市27例（均为轻型），李沧区1例（轻型），即墨区1例（轻型））、本土无症状感染者16例（均在莱西市）和本土无症状感染者1例（在莱西市，普通型）[71]。
- 3月13日12时至24时，青岛市新增本土确诊病例19例（莱西市17例（均为轻型），胶州市2例（均为轻型，均系莱西疫情关联病例，在集中隔离期间核酸检测发现））、本土无症状感染者16例（莱西市15例，胶州市1例（系莱西疫情关联病例，在集中隔离期间核酸检测发现））和本土无症状感染者转为确诊病例19例（莱西市17例（轻型8例，普通型9例），黄岛区1例（轻型），胶州市1例（轻型））[72]。

### 3月14日
- 3月15日，中华人民共和国国家卫生健康委员会、山东省卫生健康委员会、青岛市卫生健康委员会相继发布通报，3月14日0时至24时，青岛市新增本土确诊病例27例（莱西市23例（均为轻型），城阳区3例（均为轻型），市南区1例（轻型，系莱西疫情关联病例））和本土无症状感染者16例（莱西市15例，城阳区1例）[73][74][75]。

#### 当日无症状感染者转为确诊病例的情况
- 3月14日0时至24时，青岛市报告本土无症状感染者转为确诊病例21例，其中莱西市20例（均为轻型），胶州市1例（轻型，系莱西疫情关联病例）[75]。

#### 当日分时段疫情情况
- 3月14日0时至12时，青岛市新增本土确诊病例13例（莱西市10例（均为轻型），城阳区3例（均为轻型））、本土无症状感染者6例（莱西市5例，城阳区1例）和本土无症状感染者转为确诊病例1例（轻型，在莱西市）[76]。
- 3月14日12时至24时，青岛市新增本土确诊病例14例（莱西市13例（均为轻型），市南区1例（轻型，系莱西疫情关联病例））、本土无症状感染者10例（均在莱西市）和本土无症状感染者转为确诊病例20例（莱西市19例（均为轻型），胶州市1例（轻型，系莱西疫情关联病例））[77]。

### 3月15日
- 3月16日，中华人民共和国国家卫生健康委员会、山东省卫生健康委员会、青岛市卫生健康委员会相继发布通报，3月15日0时至24时，青岛市新增本土确诊病例27例（莱西市24例（轻型23例，普通型1例），李沧区2例（均为轻型，在集中隔离期间核酸检测发现），胶州市1例（轻型，系莱西疫情关联病例，在集中隔离期间核酸检测发现））和本土无症状感染者25例（莱西市19例，黄岛区3例，胶州市2例（均系莱西疫情关联病例，在集中隔离期间核酸检测发现），即墨区1例（在集中隔离期间核酸检测发现））[78][79][80]。

#### 当日无症状感染者转为确诊病例的情况
- 3月15日0时至24时，青岛市报告本土无症状感染者转为确诊病例8例，其中莱西市7例（轻型6例，普通型1例），黄岛区1例（普通型）[80]。

#### 当日分时段疫情情况
- 3月15日0时至12时，青岛市新增本土确诊病例8例（莱西市5例（均为轻型），李沧区2例（均为轻型，在集中隔离期间核酸检测发现），胶州市1例（轻型，系莱西疫情关联病例，在集中隔离期间核酸检测发现））、本土无症状感染者13例（莱西市7例，黄岛区3例，胶州市2例（系莱西疫情关联病例，在集中隔离期间核酸检测发现），即墨区1例（在集中隔离期间核酸检测发现））和本土无症状感染者转为确诊病例1例（普通型，在莱西市）[81]。
- 3月15日12时至24时，青岛市新增本土确诊病例19例（其中轻型18例，普通型1例）、本土无症状感染者12例（均在莱西市）和本土无症状感染者转为确诊病例7例（莱西市6例（均为轻型），黄岛区1例（普通型））[82]。

### 3月16日
- 3月17日，中华人民共和国国家卫生健康委员会、山东省卫生健康委员会、青岛市卫生健康委员会相继发布通报，3月16日0时至24时，青岛市新增本土确诊病例6例（莱西市4例（均为轻型），崂山区2例（均为轻型））和本土无症状感染者8例（莱西市3例，崂山区1例，李沧区4例（1例在集中隔离期间核酸检测发现；其余3例均系莱西疫情关联病例，闭环管理内人员））[83][84][85]。

#### 当日无症状感染者转为确诊病例的情况
- 3月16日0时至24时，青岛市报告本土无症状感染者转为确诊病例4例（轻型2例，普通型2例，均为莱西市报告）[85]。

#### 当日分时段疫情情况
- 3月16日0时至12时，青岛市新增本土确诊病例4例（莱西市2例（均为轻型），崂山区2例（均为轻型））和本土无症状感染者4例（莱西市2例，崂山区1例，李沧区1例（在集中隔离期间核酸检测发现））[86]。
- 3月16日12时至24时，青岛市新增本土确诊病例2例（均为轻型，且均在莱西市）、本土无症状感染者4例（莱西市1例，李沧区3例（均系莱西疫情关联病例，闭环管理内人员））和本土无症状感染者转为确诊病例4例（轻型2例，普通型2例，且均在莱西市）[87]。

### 3月17日
- 3月18日，中华人民共和国国家卫生健康委员会、山东省卫生健康委员会、青岛市卫生健康委员会相继发布通报，3月17日0时至24时，青岛市新增本土确诊病例17例（莱西市9例（均为轻型），崂山区3例（均为轻型，均系莱西疫情关联病例），李沧区2例（均为轻型），城阳区2例（均为轻型），平度市1例（轻型））和本土无症状感染者5例（均为莱西市报告）[88][89][90]。

#### 当日无症状感染者转为确诊病例的情况
- 3月17日0时至24时，青岛市报告本土无症状感染者转为确诊病例3例（均为普通型，且均为莱西市报告）[90]。

#### 当日分时段疫情情况
- 3月17日0时至12时，青岛市新增本土确诊病例4例（莱西市3例（均为轻型），平度市1例（轻型））和本土无症状感染者1例（在莱西市）[91]。
- 3月17日12时至24时，青岛市新增本土确诊病例13例（莱西市6例（均为轻型），崂山区3例（均为轻型，均系莱西疫情关联病例），李沧区2例（均为轻型），城阳区2例（均为轻型））、本土无症状感染者4例（均在莱西市）和本土无症状感染者转为确诊病例3例（均为普通型，且均在莱西市）[92]。

### 3月18日
- 3月19日，中华人民共和国国家卫生健康委员会、山东省卫生健康委员会、青岛市卫生健康委员会相继发布通报，3月18日0时至24时，青岛市新增本土确诊病例10例（城阳区5例（均为轻型，均在集中隔离期间核酸检测发现），莱西市4例（轻型3例，普通型1例），李沧区1例（轻型，在集中隔离期间核酸检测发现））和本土无症状感染者6例（莱西市3例，城阳区2例（其中1例在集中隔离期间核酸检测发现），平度市1例）[93][94][95]。

#### 当日分时段疫情情况
- 3月18日0时至12时，青岛市新增本土确诊病例4例（莱西市3例（均为轻型），李沧区1例（轻型，在集中隔离期间核酸检测发现））和本土无症状感染者4例（其中莱西市3例，城阳区1例）[96]。
- 3月18日12时至24时，青岛市新增本土确诊病例6例（城阳区5例（均为轻型，均在集中隔离期间核酸检测发现），莱西市1例（普通型））和本土无症状感染者2例（城阳区1例（在集中隔离期间核酸检测发现），平度市1例）[97]。

### 3月19日
- 3月20日，中华人民共和国国家卫生健康委员会、山东省卫生健康委员会、青岛市卫生健康委员会相继发布通报，3月19日0时至24时，青岛市新增本土确诊病例4例（城阳区3例（均为轻型，均系莱西疫情关联病例，均在集中隔离期间核酸检测发现），莱西市1例（轻型））和本土无症状感染者4例（均在莱西市）[98][99][100]。

#### 当日分时段疫情情况
- 3月19日0时至12时，青岛市新增本土确诊病例4例（城阳区3例（均为轻型，均系莱西疫情关联病例，均在集中隔离期间核酸检测发现），莱西市1例（轻型））和本土无症状感染者4例（均在莱西市）[101]。
- 3月19日12时至24时，青岛市无新增本土确诊病例，无新增本土无症状感染者，但出现了本土无症状感染者转为确诊病例2例（轻型1例，普通型1例）[102]。

### 3月20日
- 3月21日，中华人民共和国国家卫生健康委员会、山东省卫生健康委员会、青岛市卫生健康委员会相继发布通报，3月20日0时至24时，青岛市新增本土确诊病例6例（莱西市4例（均为轻型），城阳区2例（均为轻型，均系莱西疫情关联病例，均在集中隔离期间核酸检测发现））和本土无症状感染者2例（均在莱西市）[103][104][105]。

#### 当日分时段疫情情况
- 3月20日0时至12时，青岛市无新增本土确诊病例，无新增本土无症状感染者[106]。
- 3月20日12时至24时，青岛市新增本土确诊病例6例（莱西市4例（均为轻型），城阳区2例（均为轻型，均系莱西疫情关联病例，均在集中隔离期间核酸检测发现））和本土无症状感染者2例（均在莱西市）[107]。

### 3月21日
- 3月22日，中华人民共和国国家卫生健康委员会、山东省卫生健康委员会、青岛市卫生健康委员会相继发布通报，3月21日0时至24时，青岛市新增本土确诊病例1例（轻型，在城阳区（系莱西疫情关联病例，在集中隔离期间核酸检测发现））和本土无症状感染者5例（城阳区2例（均系莱西疫情关联病例，在集中隔离期间核酸检测发现），莱西市2例（在集中隔离期间核酸检测发现），平度市1例（系莱西疫情关联病例，闭环管理内人员））[108][109][110]。

#### 当日分时段疫情情况
- 3月21日0时至12时，青岛市新增本土确诊病例1例（轻型，在城阳区，系莱西疫情关联病例，在集中隔离期间核酸检测发现）和本土无症状感染者3例（城阳区2例（均系莱西疫情关联病例，在集中隔离期间核酸检测发现），莱西市1例（在集中隔离期间核酸检测发现））[111]。
- 3月21日12时至24时，青岛市新增本土无症状感染者3例（城阳区1例（系莱西疫情关联病例，在集中隔离期间核酸检测发现），平度市1例（系莱西疫情关联病例，闭环管理内人员），莱西市1例（在集中隔离期间核酸检测发现））[112]。

### 3月22日
- 3月23日，中华人民共和国国家卫生健康委员会、山东省卫生健康委员会、青岛市卫生健康委员会相继发布通报，3月22日0时至24时，青岛市新增本土确诊病例1例（轻型，在莱西市（在集中隔离期间核酸检测发现））[113][114][115]。

#### 当日分时段疫情情况
- 3月22日0时至12时，青岛市无新增本土确诊病例，无新增本土无症状感染者[116]。
- 3月22日12时至24时，青岛市新增本土确诊病例1例（轻型，在莱西市（在集中隔离期间核酸检测发现））[117]。

### 3月23日
- 3月24日，中华人民共和国国家卫生健康委员会、山东省卫生健康委员会、青岛市卫生健康委员会相继发布通报，3月23日0时至24时，青岛市新增本土确诊病例1例（轻型，在城阳区（系莱西疫情关联病例，在集中隔离期间核酸检测发现））和本土无症状感染者7例（城阳区4例（均系莱西疫情关联病例，均在集中隔离期间核酸检测发现），莱西市2例（均在集中隔离期间核酸检测发现），平度市1例（系莱西疫情关联病例，在集中隔离期间核酸检测发现））[118][119][120]。

#### 当日分时段疫情情况
- 3月23日0时至12时，青岛市新增本土确诊病例1例（轻型，在城阳区（系莱西疫情关联病例，在集中隔离期间核酸检测发现））和本土无症状感染者5例（城阳区4例（均系莱西疫情关联病例，均在集中隔离期间核酸检测发现），平度市1例（系莱西疫情关联病例，在集中隔离期间核酸检测发现））[121]。
- 3月23日12时至24时，青岛市新增本土无症状感染者2例（均在莱西市（均在集中隔离期间核酸检测发现））[122]。

### 3月24日
- 3月25日，中华人民共和国国家卫生健康委员会、山东省卫生健康委员会、青岛市卫生健康委员会相继发布通报，3月24日0时至24时，青岛市新增本土确诊病例1例（这1例是由无症状感染者转为确诊病例（普通型），在城阳区）和本土无症状感染者4例（均在城阳区（均系莱西疫情关联病例，均在集中隔离期间核酸检测发现））[123][124][125]。

#### 当日分时段疫情情况
- 3月24日0时至12时，青岛市新增本土确诊病例1例（这1例是由无症状感染者转为确诊病例（普通型），在城阳区）和本土无症状感染者2例（均在城阳区（均系莱西疫情关联病例，均在集中隔离期间核酸检测发现））[126]。
- 3月24日12时至24时，青岛市新增本土无症状感染者2例（均在城阳区（均系莱西疫情关联病例，均在集中隔离期间核酸检测发现））[127]。

### 3月25日
- 3月26日，中华人民共和国国家卫生健康委员会、山东省卫生健康委员会、青岛市卫生健康委员会相继发布通报，3月25日0时至24时，青岛市无新增任何本土确诊病例和本土无症状感染者[128][129][130]。

### 3月26日
- 3月27日，中华人民共和国国家卫生健康委员会、山东省卫生健康委员会、青岛市卫生健康委员会相继发布通报，3月26日0时至24时，青岛市新增本土无症状感染者3例（莱西市2例（均系集中隔离人员），平度市1例[註 23]）[131][132][133]。这些本土无症状感染者都在当天12时至24时之间产生[134]。

### 3月27日
- 3月28日，中华人民共和国国家卫生健康委员会、山东省卫生健康委员会、青岛市卫生健康委员会相继发布通报，3月27日0时至24时，青岛市新增本土无症状感染者1例（在城阳区）[註 24][135][136][137]。这名本土无症状感染者在当天0时至12时之间产生[138]。

### 3月28日
- 3月29日，中华人民共和国国家卫生健康委员会、山东省卫生健康委员会、青岛市卫生健康委员会相继发布通报，3月28日0时至24时，青岛市新增本土无症状感染者2例（均在城阳区，均系莱西疫情关联病例，均在集中隔离期间核酸检测发现）[139][140][141]。这两名本土无症状感染者在当天12时至24时之间产生[142]。

### 3月29日
- 3月30日，中华人民共和国国家卫生健康委员会、山东省卫生健康委员会、青岛市卫生健康委员会相继发布通报，3月29日0时至24时，青岛市新增本土确诊病例1例（在莱西市）和本土无症状感染者4例（胶州市2例，城阳区1例，莱西市1例）[143][144][145]。这些本土确诊病例和本土无症状感染者都在当天12时至24时之间产生[146]。

### 3月30日
- 3月31日，中华人民共和国国家卫生健康委员会、山东省卫生健康委员会、青岛市卫生健康委员会相继发布通报，3月30日0时至24时，青岛市无新增任何本土确诊病例和本土无症状感染者[147][148][149]。

### 3月31日
- 4月1日，中华人民共和国国家卫生健康委员会、山东省卫生健康委员会、青岛市卫生健康委员会相继发布通报，3月31日0时至24时，青岛市新增本土无症状感染者3例（均在莱西市，均系隔离管控人员，在例行核酸检测时发现结果为阳性）[150][151][152]。这些本土无症状感染者都在当天12时至24时之间产生[153]。

### 4月1日
- 4月2日，中华人民共和国国家卫生健康委员会、山东省卫生健康委员会、青岛市卫生健康委员会相继发布通报，4月1日0时至24时，青岛市新增本土无症状感染者3例（均在莱西市，均系隔离管控人员，在例行核酸检测时发现结果为阳性）[154][155][156]。

#### 当日分时段疫情情况
- 4月1日0时至12时，青岛市新增本土无症状感染者2例（均在莱西市，均系隔离管控人员，在例行核酸检测时发现结果为阳性）[157]。
- 4月1日12时至24时，青岛市新增本土确诊病例1例[註 25]和本土无症状感染者1例[註 26][158]。

### 4月2日
- 4月3日，中华人民共和国国家卫生健康委员会、山东省卫生健康委员会、青岛市卫生健康委员会相继发布通报，4月2日0时至24时，青岛市无新增任何本土确诊病例和本土无症状感染者[159][160][161]。

### 4月3日
- 4月4日，中华人民共和国国家卫生健康委员会、山东省卫生健康委员会、青岛市卫生健康委员会相继发布通报，4月3日0时至24时，青岛市新增本土确诊病例2例（均在即墨区，均系外地入青人员）。另外新增本土确诊病例1例，是由无症状感染者转为确诊病例[162][163][164]。这些本土确诊病例都在当天12时至24时之间产生[165]。

## 其他与本次疫情相关联的城市

### 山东省

#### 威海市
- 3月7日，威海市文登区报告1例新冠肺炎确诊病例（轻型），系对自青岛返威人员进行核酸检测时发现。威海市疾控中心实验室检测为奥密克戎变异株。该确诊病例为自由职业者，现居住地为文登区横山路76号，已送定点医院接受隔离治疗。[166]
- 3月7日下午，威海市政府新闻办召开疫情防控第一场新闻发布会，市委常委、常务副市长林强，市卫生健康委副主任徐伟，市疾病预防控制中心副主任陈德颖介绍我市疫情防控工作有关情况。[167]
- 3月7日0时至24时，威海市新增本土确诊病例2例[註 27]和本土无症状感染者14例。[35][36][168]随后，威海市卫生健康委员会公布了他们的行程轨迹。[169]
- 3月8日上午，威海市政府新闻办召开疫情防控第二场新闻发布会，市委常委、常务副市长林强，市教育局副局长于明伟，市商务局副局长李洪伟，市卫生健康委副主任徐伟，市疾病预防控制中心副主任陈德颖介绍我市疫情防控工作最新情况。[170]
- 3月8日0时至24时，威海市新增本土确诊病例1例[註 28]和本土无症状感染者13例。[41][42][171]随后，威海市卫生健康委员会公布了他们的行程轨迹。[172]
- 3月9日下午，威海市政府新闻办召开疫情防控第三场新闻发布会，市委常委、常务副市长林强，市教育局副局长于明伟，市卫生健康委副主任杨正辉，市疾病预防控制中心副主任陈德颖介绍我市疫情防控工作最新情况。[173]
- 3月9日0时至24时，威海市新增本土确诊病例7例[註 29]和本土无症状感染者14例。[47][48][174]随后，威海市卫生健康委员会公布了他们的行程轨迹。[175]
- 3月10日下午，威海市政府新闻办召开疫情防控第四场新闻发布会，市委常委、常务副市长林强，市商务局副局长李洪伟，市卫生健康委副主任杨正辉，市疾控中心副主任陈德颖介绍我市疫情防控工作最新进展情况。[176]
- 3月10日0时至24时，威海市新增本土确诊病例8例（其中2例系由无症状感染者转为确诊病例）[註 30]和本土无症状感染者31例。[52][53][177]随后，威海市卫生健康委员会公布了他们的行程轨迹。[178]
- 3月11日下午，威海市政府新闻办召开疫情防控第五场新闻发布会，市政府副市长、党组成员邓勇，市工业和信息化局副局长杨启玉，市卫生健康委新闻发言人杨飞，市市场监督管理局三级调研员邹辉，市疾控中心副主任李刚介绍我市疫情防控工作最新进展情况。[179]
- 3月11日0时至24时，威海市新增本土确诊病例2例（其中1例系由无症状感染者转为确诊病例）[註 31]和本土无症状感染者70例。[58][59][180]随后，威海市卫生健康委员会公布了他们的行程轨迹。[181]
- 3月12日下午，威海市政府新闻办召开疫情防控第六场新闻发布会，威海市政府副市长邓勇，市体育局副局长刘万强，市大数据中心副主任杨子刚，市疾控中心副主任李刚介绍我市疫情防控工作最新进展情况。[182]
- 3月12日0时至24时，威海市新增本土确诊病例5例[註 32]和本土无症状感染者74例。[63][64][183]随后，威海市卫生健康委员会公布了他们的行程轨迹。[184]
- 3月13日下午，威海市政府新闻办召开疫情防控第七场新闻发布会，威海市政府副市长邓勇，市卫生健康委新闻发言人杨飞，市疾控中心副主任李刚介绍我市疫情防控工作最新进展情况。[185]
- 3月13日0时至24时，威海市新增本土确诊病例1例（这1例系由无症状感染者转为确诊病例）和本土无症状感染者35例。[68][69][186]随后，威海市卫生健康委员会公布了他们的行程轨迹。[187]
- 3月14日下午，威海市政府新闻办召开疫情防控第八场新闻发布会，威海市政府副市长邓勇，市公安局党委委员、政治部主任林治博，市卫生健康委新闻发言人杨飞，市疾控中心副主任李刚介绍我市疫情防控工作最新进展情况。[188]
- 3月14日0时至24时，威海市新增本土确诊病例10例（这10例均系由无症状感染者转为确诊病例）和本土无症状感染者43例。[73][74][189]随后，威海市卫生健康委员会公布了他们的行程轨迹。[190]
- 3月15日下午，威海市政府新闻办召开疫情防控第九场新闻发布会，威海市政府副市长邓勇，市妇联副主席胡晓燕，市民政局副局长刘杰，市邮政管理局副局长王建东，市立第三医院心理咨询科主任杨延介绍我市疫情防控工作最新进展情况。[191]
- 3月15日0时至24时，威海市新增本土确诊病例7例（这7例均系由无症状感染者转为确诊病例）和本土无症状感染者21例。[78][79][192]随后，威海市卫生健康委员会公布了他们的行程轨迹。[193]
- 3月16日下午，威海市政府新闻办召开疫情防控第十场新闻发布会，威海市政府副市长邓勇，市行政审批服务局副局长于涛，市市场监管局副局长丁艳，市公共就业和人才服务中心专职副书记朱复刚，市中医院主任医师、山东省名老中医药专家解乐业介绍我市疫情防控工作最新进展情况。[194]
- 3月16日0时至24时，威海市新增本土确诊病例6例（这6例均系由无症状感染者转为确诊病例）和本土无症状感染者50例。[83][84][195]随后，威海市卫生健康委员会公布了他们的行程轨迹。[196]
- 3月17日下午，威海市政府新闻办召开疫情防控第十一场新闻发布会，威海市政府副市长邓勇，团市委副书记李正，市民政局四级调研员秦之江，市疾控中心副主任李刚，环翠区政府副区长崔军强介绍我市疫情防控工作最新进展情况。[197]
- 3月17日0时至24时，威海市新增本土无症状感染者34例。[88][89][198]随后，威海市卫生健康委员会公布了他们的行程轨迹。[199]
- 3月18日下午，威海市政府新闻办召开疫情防控第十二场新闻发布会，威海市政府副市长邓勇，高区党工委委员、建设局局长于维锋，市疾控中心副主任李刚，热电集团党委副书记、总经理张志刚，市立医院感染性疾病科主任、副主任医师张静介绍我市疫情防控工作最新进展情况。[200]
- 3月18日0时至24时，威海市新增本土确诊病例4例（这4例均系由无症状感染者转为确诊病例）和本土无症状感染者26例。[93][94][201]随后，威海市卫生健康委员会公布了他们的行程轨迹。[202]
- 3月19日下午，威海市政府新闻办召开疫情防控第十三场新闻发布会，威海市政府副市长邓勇，市政府副秘书长尹兴山，市委组织部副部长刘金军，市商务局党组成员、二级调研员刘秀景，市农业农村事务中心副主任王全介绍我市疫情防控工作最新进展情况。[203]
- 3月19日0时至24时，威海市新增本土确诊病例2例（均在环翠区）、本土无症状感染者转为确诊病例1例（在环翠区）和本土无症状感染者9例（均在环翠区）。[98][99][204]随后，威海市卫生健康委员会公布了他们的行程轨迹。[205]
- 3月20日下午，威海市政府新闻办召开疫情防控第十四场新闻发布会，威海市政府副市长邓勇，高区党工委委员、建设局局长于维锋，市公安局交警支队党委书记、支队长李涛，市社会救助服务中心主任王明源，市立医院眼科副主任、副主任医师张忠伟介绍我市疫情防控工作最新进展情况。[206]
- 3月20日0时至24时，威海市新增本土无症状感染者9例。[103][104][207]随后，威海市卫生健康委员会公布了他们的行程轨迹。[208]
- 3月21日下午，威海市政府新闻办召开疫情防控第十五场新闻发布会，威海市政府副市长邓勇，市委宣传部副部长李学波，市总工会副主席王庆文，市公安局党委委员、政治部主任林治博，市生态环境监控中心主任张峰介绍我市疫情防控工作最新进展情况。[209]
- 3月21日0时至24时，威海市新增本土无症状感染者4例。[108][109][210]随后，威海市卫生健康委员会公布了他们的行程轨迹。[211]
- 3月22日下午，威海市政府新闻办召开疫情防控第十六场新闻发布会，威海市政府副市长邓勇，高区党工委委员、建设局局长于维锋，市疾控中心副主任李刚，港华燃气有限公司总经理齐东介绍我市疫情防控工作最新进展情况。[212]
- 3月22日0时至24时，威海市新增本土确诊病例1例（这1例系由无症状感染者转为确诊病例）和本土无症状感染者4例。[113][114][213][214]
- 3月23日下午，威海市政府新闻办召开疫情防控第十七场新闻发布会，威海市政府副市长邓勇，环翠区政府副区长崔军强，高区党工委委员、党群工作部部长于志昂，市立三院心理咨询科主任杨延介绍我市疫情防控工作最新进展情况。[215]
- 3月23日0时至24时，威海市新增本土确诊病例2例（其中1例系由无症状感染者转为确诊病例）和本土无症状感染者3例。[118][119][216][217]
- 3月24日下午，威海市政府新闻办召开疫情防控第十八场新闻发布会，威海市政府副市长邓勇，市委政法委副书记王春晓，市住房城乡建设局四级调研员董庆国，市交通运输事务服务中心主任于雪辉介绍我市疫情防控工作最新进展情况。[218]
- 3月24日0时至24时，威海市新增本土确诊病例2例（这2例系由无症状感染者转为确诊病例）和本土无症状感染者1例。[123][124][219][220]
- 3月25日下午，威海市政府新闻办召开疫情防控第十九场新闻发布会，威海市政府副市长邓勇，市工业和信息化局副局长杨启玉，市卫生健康委副主任徐伟，市疾控中心主管技师张丽丽介绍我市疫情防控工作最新进展情况。[221]
- 3月25日0时至24时，威海市新增本土确诊病例1例（这1例系由无症状感染者转为确诊病例）。[128][129][222]
- 3月26日下午，威海市政府新闻办召开疫情防控第二十场新闻发布会，威海市政府副市长邓勇，市发展改革委副主任于习文，市住房城乡建设局四级调研员董庆国，市市场监管局三级调研员林乐国介绍我市疫情防控工作最新进展情况。[223]
- 3月26日0时至24时，威海市新增本土确诊病例1例（这1例系由无症状感染者转为确诊病例）。[131][132][224]
- 3月27日0时至24时，威海市新增本土无症状感染者1例，为外地输入人员，在荣成市[135][136][225]（这名无症状感染者不在3月1日青岛传播链上）。该无症状感染者，男，外地入威货运司机。3月25日，沿荣潍高速于19:00到达乳山市下初村服务区，于车内休息，直至次日。3月26日，10：00离开乳山市下初村服务区，沿荣潍、威青高速行驶至威海南海收费站通过ETC出口下高速，沿省道305线继续行驶，于12:00到达荣成市华海渔业公司，期间未停车；13:40由荣成市华海渔业公司联系专车送至荣成市人民医院核酸检测，14:30完成采样，由专车于15:10送达华海渔业公司后未外出。[226]
- 3月28日下午，威海市政府新闻办召开疫情防控第二十一场新闻发布会，威海市政府副市长邓勇，荣成市政府副市长刘全良，市住房城乡建设局四级调研员董庆国，市疾控中心副主任李刚介绍我市疫情防控工作最新进展情况。[227]
- 3月28日0时至3月29日24时，威海市均无新增任何本土确诊病例和本土无症状感染者。[139][140][228][143][144][229]
- 3月30日0时至24时，威海市新增本土无症状感染者1例，为江苏省苏州市输入人员，在荣成市。[147][148][230][231]
- 3月31日0时至24时，威海市无新增任何本土确诊病例和本土无症状感染者。[150][151][232]
- 4月1日0时至24时，威海市新增本土确诊病例1例（这1例系由无症状感染者转为确诊病例）。[154][155][233]
- 4月2日0时至4月3日24时，威海市无新增任何本土确诊病例和本土无症状感染者。[159][160][234][162][163][235]

## 反应与影响

### 青岛市

#### 中高风险地区划定情况
- 自3月2日0时起，青岛市将黄岛区九龙江路53号甘水湾小区列为中风险地区。[236]
- 自3月5日0时起，青岛市将莱西市第七中学（龙口东路25号）调整为高风险地区。[237]
- 自3月6日20时起，青岛市将莱西市龙口东路18号安居小区调整为高风险地区，并将莱西市龙水社区服务中心南龙湾庄自然村、龙水社区服务中心焦格庄自然村、院上镇中心中学调整为中风险地区。[238]
- 自3月16日零时起，青岛市将黄岛区九龙江路53号甘水湾小区由中风险地区调整为低风险地区。[239]
- 自4月3日零时起，青岛市将莱西市第七中学（龙口东路25号）、莱西市龙口东路18号安居小区由高风险地区调整为低风险地区，将莱西市龙水社区服务中心南龙湾庄自然村、龙水社区服务中心焦格庄自然村、院上镇中心中学由中风险地区调整为低风险地区。[240]

#### 封控区、管控区和防范区划定情况
- 自3月2日0时起，青岛市将黄岛区九龙江路53号甘水湾小区列为封控区。[236]
- 自3月16日零时起，青岛市解除对黄岛区九龙江路53号甘水湾小区的封控管理。[239]

#### 核酸检测
- 3月14日，山东省青岛莱西市启动第九轮全员核酸检测，目前已全部完成检测，隔离点共检出阳性感染人员31例，封控区共检出阳性感染人员5例，管控区共检出阳性感染人员1例，防范区未检出阳性感染人员。[241]

#### 日常生活
- 3月11日，山东青岛市就莱西疫情召开新闻发布会，介绍疫情防控最新情况。记者从发布会上获悉，莱西市为解决居家隔离市民的正常生活物资保障，对封（管）控小区、村庄采取重点商超包联制度，实行“无接触式”定向配送。同时，成立镇级生活物资配送服务队，居家隔离市民根据商超提供的生活物资明细每3天提报一次需求订单，由网格员负责汇总订购。[242]
- 自3月16日起，青岛市暂停全市预防接种门诊疫苗接种工作，恢复时间另行通知。[243]
- 经青岛莱西市防疫指挥部综合研判，莱西市高三复课已经具备条件，决定4月10日高三学生返校报到，11日正式复课，从12日起参加青岛市一模统考。[244]

#### 政务处分
- 2022年3月以来，青岛莱西市发生本土聚集性疫情。在疫情发生和处置过程中，暴露出莱西市常态化疫情防控工作存在严重的短板漏洞，特别是对学校等人员密集场所的风险隐患警惕性不高，麻痹大意，疫情防控措施落实不力，一些党员干部存在履职不力、失职失责的问题。经青岛市委批准，青岛市纪委监委围绕莱西市疫情防控工作中存在的问题开展问责调查。3月10日，青岛市纪委监委根据《中华人民共和国公职人员政务处分法》的规定，对莱西市委和市政府、莱西市教育和体育局、莱西市卫生健康局、莱西市第七中学、莱西市院上镇中心中学相关负责同志给予相应的政务处分。[245]

### 威海市

#### 中高风险地区划定情况
- 自3月8日0时起，威海市将威海经济技术开发区华夏路51号鼎信大厦划定为高风险地区，并将威海市环翠区青岛北路65号、威海经济技术开发区齐鲁大道157号、威海火炬高技术产业开发区仁和佳苑划定为中风险地区。[246]
- 自3月9日0时起，威海市将威海火炬高技术产业开发区古寨东路145号渊源澡塘划定为高风险地区，并将威海经济技术开发区凤林路南曲阜翡翠城F区13号、环翠区海峰路511号宅库花园11号楼、环翠区鲸园街道办事处苏州街10号楼、威海火炬高技术产业开发区长春路昌鸿小区B区16号楼、环翠区环海路3号中国石化中原油田威海培训中心、环翠区环翠楼街道同德路116号楼为中风险地区。[247]
- 自4月3日12时起，威海市将威海经济技术开发区华夏路51号鼎信大厦由高风险地区调整为低风险地区，并将环翠区青岛北路65号、环翠区海峰路511号宅库花园11号楼、环翠区鲸园街道办事处苏州街10号楼、环翠区环海路3号中国石化中原油田威海培训中心、环翠区环翠楼街道同德路116号楼、威海经济技术开发区齐鲁大道157号、威海经济技术开发区凤林路南曲阜翡翠城F区13号由中风险地区调整为低风险地区。[248]
- 自4月5日12时起，威海市将将威海火炬高技术产业开发区古寨东路145号渊源澡塘由高风险地区调整为低风险地区，并将威海火炬高技术产业开发区仁和佳苑、威海火炬高技术产业开发区长春路昌鸿小区B区16号楼由中风险地区调整为低风险地区。[249]

#### 日常生活
- 3月20日，威海市卫生健康委员会公布全市二级以上综合医院、中医院、妇幼保健院的开诊情况及预约方式。[250]
- 3月24日6时起，威海市各区市、开发区除封控区、管控区和参照管控区管理的重点区域外，其他区域解除静止状态，有序恢复正常生产生活秩序。目前，与群众生活密切相关的公共场所，按照由急到缓的原则，先行有序放开超市、药店、理发店、农贸市场等场所；餐饮服务单位暂停堂食，可提供打包外卖服务；浴池、美容院、网吧、公共文化场馆、室内体育健身、旅游景点、早夜市、集市等场所暂不开放。市域内公共交通运行有序恢复，城市公交、城乡公交、城际公交、县际班线、客运包车、巡游车、网约车运行有序恢复；中心城区范围的城市公交、城乡公交按照“先主干、后支微”的原则陆续恢复运营，班次密度保障基本出行需求，还安排了部分巡游出租汽车作为应急服务保障车，服务群众应急出行需求。[218]